# La Unión Berros
La Unión Berros är en ort i Mexiko.   Den ligger i kommunen Villa Victoria och delstaten Mexiko, i den sydöstra delen av landet, 90 km väster om huvudstaden Mexico City. La Unión Berros ligger 2 797 meter över havet och antalet invånare är 575.
Terrängen runt La Unión Berros är kuperad söderut, men norrut är den platt. La Unión Berros ligger uppe på en höjd. Runt La Unión Berros är det ganska tätbefolkat, med 166 invånare per kvadratkilometer. Närmaste större samhälle är Villa Victoria, 5,6 km nordost om La Unión Berros. Trakten runt La Unión Berros består till största delen av jordbruksmark.